# 機能性野菜
機能性野菜とは、本来は全く含まれない、もしくはごく微量にしか含まない成分を、何らかの技術を用いて高含有にした野菜に対する慣例的な名称。
実現方法別に幾つか例を挙げる。

## もともと含まれていない成分を生産工程で与えたもの
本来野菜には含まれないビタミンB12を生産過程で与えて作られる「マルチビタミンB12かいわれ」がある。広島大学とスプラウトメーカーである村上農園の共同研究によって開発され、2004年に商品化された。

## もともと含まれる有用成分を生産方法で増やしたもの
ブロッコリースプラウトは、ブロッコリーに微量に含まれるフィトケミカル「スルフォラファン」を生産方法の工夫によって高濃度に含有させている。米国ジョンズ・ホプキンス大学の医療機関に所属するポール・タラレー博士によって開発された機能性野菜である。抗酸化作用やがん予防効果が期待されるスルフォラファンが、ブロッコリーの7〜20倍含まれている。

## 品種改良によるもの
トマトカゴメの高リコペントマト「こくみ」、タキイ種苗の高リコペンミニトマト「アイコ」、高シス・リコピントマト「桃太郎ゴールド」（黄色トマト）など
ニンジンサカタのタネの高β-カロテンニンジン「ベータリッチ」
タマネギタキイ種苗の高ケルセチンタマネギ「Dr.ケルシー」
ピーマン日本ベジフルーツの「アナスタシア」には、ビタミンC、β-カロテン、ポリフェノール（アントシアニン）が多いものが、各1種ある。